# Обернений простір
Обернений простір — тривимірний векторний простір простір, векторами якого є хвильові вектори.
Початок координат в оберненому просторі відповідає нульовому хвильовому вектору, тобто однорідному просторовому розподілу певної величини. Малі значення векторів оберненого простору відповідають довгим хвилям, великі — коротким.
При описі систем із трансляційною симетрією в оберненому просторі можна ввести обернену ґратку і розбити його на зони Брілюена.

## Застосування
Використання цього простору зручне при описі хвиль.